# Whiplash (film)
Whiplash – amerykański dramat muzyczny z 2014 roku, w reżyserii i według scenariusza Damiena Chazelle’a, reżysera kina niezależnego.
Światowa premiera filmu miała miejsce 16 stycznia 2014 roku podczas Sundance Film Festival. Otrzymał tam nagrodę główną. Następnie obraz był prezentowany na międzynarodowych festiwalach, m.in. w Toronto, Cannes i Londynie.
Polska premiera nastąpiła podczas American Film Festival we Wrocławiu 21 października 2014 roku.

## Obsada
- Miles Teller jako Andrew Neiman
- J.K. Simmons jako Terence Fletcher
- Paul Reiser jako pan Neiman (Jim)
- Melissa Benoist jako Nicole
- Austin Stowell jako Ryan
- Jayson Blair jako Travis
- Kavita Patil jako Sophie
- Michael Cohen jako Stagehand Dunellen
- Kofi Siriboe jako Greg

i inni

## Nagrody i nominacje
87. ceremonia wręczenia Oscarów
- nominacja: najlepszy film roku – Jason Blum, Helen Estabrook i David Lancaster
- nominacja: najlepszy scenariusz adaptowany – Damien Chazelle
- nagroda: najlepszy aktor drugoplanowy – J.K. Simmons
- nagroda: najlepszy montaż – Tom Cross
- nagroda: najlepszy dźwięk – Craig Mann, Ben Wilkins i Thomas Curley

72. ceremonia wręczenia Złotych Globów
- nagroda: najlepszy aktor drugoplanowy – J.K. Simmons

68. ceremonia wręczenia nagród Brytyjskiej Akademii Filmowej
- nagroda: najlepszy aktor drugoplanowy – J.K. Simmons
- nominacja: najlepsza reżyseria – Damien Chazelle
- nominacja: najlepszy scenariusz oryginalny – Damien Chazelle
- nagroda: najlepszy montaż – Tom Cross
- nagroda: najlepszy dźwięk – Thomas Curley, Ben Wilkins i Craig Mann

21. ceremonia wręczenia nagród Gildii Aktorów Ekranowych
- nagroda: wybitny występ aktora w roli drugoplanowej – J.K. Simmons

22. Międzynarodowy Festiwal Sztuki Autorów Zdjęć Filmowych Camerimage
- nominacja: Najlepszy debiut reżyserski – Damien Chazelle

67. Międzynarodowy Festiwal Filmowy w Cannes
- nominacja: Queerowa Palma – Damien Chazelle

30. ceremonia wręczenia Independent Spirit Awards
- nominacja: najlepszy film niezależny – Jason Blum, Helen Estabrook, David Lancaster i Michel Litvak
- nominacja: najlepszy reżyser – Damien Chazelle
- nominacja: najlepsza drugoplanowa rola męska – J.K. Simmons
- nominacja: najlepszy montaż – Tom Cross

19. ceremonia wręczenia Satelitów
- nominacja: najlepszy film roku
- nominacja: najlepszy aktor filmowy – Miles Teller
- nominacja: najlepszy aktor drugoplanowy – J.K. Simmons
- nominacja: najlepsza reżyseria – Damien Chazelle
- nominacja: najlepszy dźwięk – Ben Wilkins, Craig Mann i Thomas Curley